# Libystes nitidus
Libystes nitidus is een krabbensoort uit de familie van de Portunidae. De wetenschappelijke naam van de soort en van het geslacht Libystes is voor het eerst geldig gepubliceerd in 1868 door Alphonse Milne-Edwards. De soort werd verzameld door Alfred Grandidier in Zanzibar.